# Mao Mao : Héros au cœur pur
Mao Mao : Héros au cœur pur (original : Mao Mao Heroes of Pure Heart) est une série d'animation américaine créée par Parker Simmons, une coproduction entre Cartoon Network Studios et Titmouse, dont le personnage principal est un chat noir aux yeux verts. Elle a été diffusée pour la première fois le 1er juillet 2019,,. L'émission est basée sur le court métrage indépendant I Love You Mao Mao, que Simmons avait initialement produit pour le « 5-Second Day » annuel de Titmouse Inc. en 2014, puis posté sur Newgrounds.
La série est diffusée en France sur Cartoon Network depuis le 4 janvier 2020.
En 2022 tous les épisodes ont été retirés de HBO Max.

## Distribution

### Voix françaises
- Mao Mao : Jonathan Simon
- Chauve-Sourire : Emilie Guillaume
- Blaireau Borgne : Alexandre Crépet
- Chubbum : Benjamin Thomas
- Ketchup : Sarah Brahy
- Orangusnake : Frédéric Clou
- Le Roi : Pierre Lognay
- Pinky : Yannick Besson

## Personnages

### Protagonistes principaux
- Mao Mao (nom complet : Mao Mao Mao) : un chat noir aux yeux verts, juste mais nerveux, qui reste coincé dans la vallée du Cœur Pur où il passe du temps à aider les citoyens, tout en trouvant un moyen de réparer le rubis du Cœur Pur qu'il a brisé par inadvertance en premier lieu. Sorte de samouraï à cape rouge, c'est un grand sabreur dont l'arme de prédilection est un katana d'or permettant de tout lacérer, même des montagnes. Lors d'une aventure de jeunesse, il s'est arraché la queue pour survivre.
- Blaireau Borgne (Badgerclops) : un blaireau cyborg impertinent avec un bras robotique et un cache-œil, et le co-héros et partenaire de Mao Mao. Son bras cybernétique lui permet de tirer des lasers et peut se transformer en de nombreuses armes.
- Chauve-sourire (Adorabat) : une jolie chauve-souris bleue de cinq ans avec un symbole de cœur jaune sur le ventre et une jambe de bois à la place de sa jambe droite.

## Antagonistes

### Pirates du ciel
- Serpent-Singe : un capitaine pirate hybride orang-outan-cobra qui veut voler le Ruby du Cœur Pur pour conquérir le monde. Il s'agit en fait d'un duo criminel nommé Coby (cobra) et Tanner,  (orang-outan) qui, après une rencontre fatidique avec Mao Mao et Bao Bao, ont décidé de s'unir pour devenir le plus grand méchant du monde.

## Liste des épisodes
| #  | Titre français                 | Titre original           | Première diffusion, | Première diffusion |
| -- | ------------------------------ | ------------------------ | ------------------- | ------------------ |
| 1  | Je t'adore Mao Mao             | I Love You Mao Mao       | 1er juillet 2019    | 4 janvier 2020     |
| 2  | Une aventure parfaite          | Perfect Adventure        | 1er juillet 2019    | 4 janvier 2020     |
| 3  | Pas de Raccourcis              | No Shortcuts             | 8 juillet 2019      | 12 janvier 2020    |
| 4  | Ultra-borgne                   | Ultraclops               | 8 juillet 2019      | 5 janvier 2020     |
| 5  | Aventure en aérocycle          | Mao Mao's Bike Adventure | 15 juillet 2019     | 7 janvier 2020     |
| 6  | Rupture                        | Breakup                  | 15 juillet 2019     | 5 janvier 2020     |
| 7  | Pas impressionné !             | Not impressed            | 22 juillet 2019     | 12 janvier 2020    |
| 8  | Un dangereux imitateur !       | Enemy Mime               | 22 juillet 2019     | 5 janvier 2020     |
| 9  | Les Extra-Marrants             | Outfoxed                 | 22 juillet 2019     | 6 janvier 2020     |
| 10 | La revanche de Bao Bao         | Bao Bao's Revenge        | 29 juillet 2019     | 7 janvier 2020     |
| 11 | Un héros populaire             | Popularity Conquest      | 5 août 2019         | 7 janvier 2020     |
| 12 | Mao Malade                     | Sick Mao                 | 5 août 2019         | 9 janvier 2020     |
| 13 | Le combat de pouces            | Thumb War                | 12 août 2019        | 6 janvier 2020     |
| 14 | Mao travaille en solo          | All By Mao Self          | 12 août 2019        | 11 janvier 2020    |
| 15 | Un adjoint royal               | He's the Sheriff         | 19 août 2019        | 8 janvier 2020     |
| 16 | Bobonette                      | Bobo Chan                | 19 août 2019        | 10 janvier 2020    |
| 17 | Petit                          | Small                    | 7 septembre 2019    | 11 janvier 2020    |
| 18 | La Légende du Troubaclone      | Legend of the Torbaclaun | 7 septembre 2019    | 10 janvier 2020    |
| 19 | Tanya Keys entre en scène      | Meet Tanya Keys          | 7 septembre 2019    | 7 avril 2020       |
| 20 | Une arme de choix              | Weapon of Choice         | 7 septembre 2019    | 9 janvier 2020     |
| 21 | La vérité ça sent mauvais      | The Truth Stink          | 14 septembre 2019   | 6 janvier 2020     |
| 22 | On change les rôles            | Trading Day              | 14 septembre 2019   | 4 avril 2020       |
| 23 | Chef en Chef                   | Head Chef                | 21 septembre 2019   | 5 avril 2020       |
| 24 | La fièvre du crumble           | Sugar Berry Fever        | 21 septembre 2019   | 5 avril 2020       |
| 25 | La Naissance de Serpent-Singe  | Orangusnake Begins       | 28 septembre 2019   | 11 avril 2020      |
| 26 | Blaireau Borgne change de camp | Captured Clops           | 28 septembre 2019   | 11 avril 2020      |
| 27 | Envolée                        | Flyaway                  | 5 octobre 2019      | 12 avril 2020      |
| 28 | Concours animalier             | Baost in Show            | 5 octobre 2019      | 12 avril 2020      |
| 29 | Les poils de la peur           | Fright Wig               | 12 octobre 2019     | 24 juillet 2020    |
| 30 | Canapé surprise                | Sleeper Sofa             | 12 octobre 2019     | 24 juillet 2020    |
| 31 | Mao Mao tout nu                | Mao Mao's Nakey          | 18 avril 2020       | 5 septembre 2020   |
| 32 | La Tasse Lucky Coincoin        | Lucky Ducky Mug          | 7 juillet 2020      | 6 septembre 2020   |
| 33 | L'enfant solitaire             | Lonely Kid               | 8 juillet 2020      | 12 septembre 2020  |
| 34 | Une héroïne sans pareille      | Try Hard                 | 9 juillet 2020      | 13 septembre 2020  |
| 35 | Monsieur Din Danalin           | Scared of Puppets        | 10 juillet 2020     | 19 septembre 2020  |
| 36 | Un couple parfait              | The Perfect Couple       | 13 juillet 2020     | 20 septembre 2020  |
| 37 | Une affaire de famille         | Adoradad                 | 14 juillet 2020     | 26 septembre 2020  |
| 38 | Explosion Blaireautique        | Badge-A-Fire Explosion   | 15 juillet 2020     | 27 septembre 2020  |
| 39 | Une bonne blague               | Zing Your Heart Out      | 16 juillet 2020     | 3 octobre 2020     |
| 40 | Des blessés remuants           | Strange Bedfellows       | 17 juillet 2020     | 4 octobre 2020     |